# Bombylius aestivus
Bombylius aestivus är en tvåvingeart som beskrevs av Johnson 1975. Bombylius aestivus ingår i släktet Bombylius och familjen svävflugor.
Artens utbredningsområde är Utah. Inga underarter finns listade i Catalogue of Life.